# Cytidinmonofosfat
Cytidinmonofosfat (CMP) er et nukleotid der består af pyrimidin-basen cytosin forbundet til ribose via en N-glykosidbinding, samt én fosfatenhed bundet til riboseenhedens 5'-position via en fosfatesterbinding.